# Bruno Zwintscher

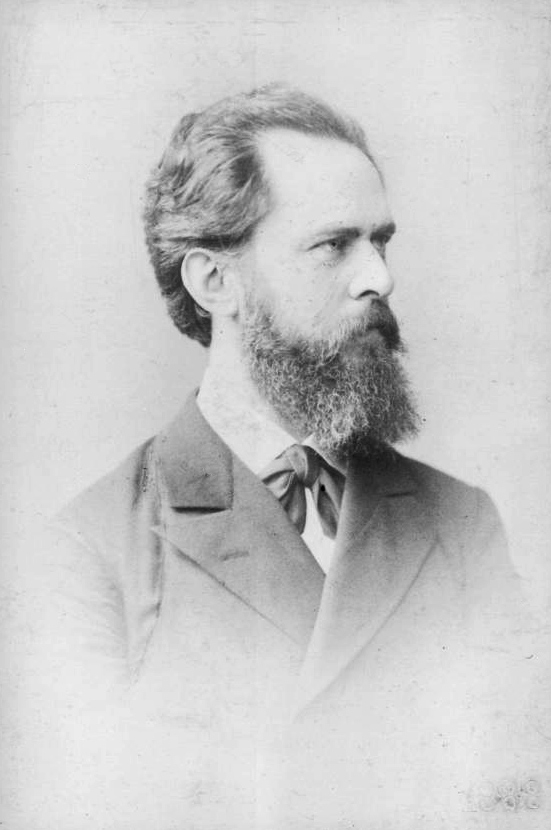
Bruno Zwintscher w 1888

Bruno Zwintscher (ur. 15 maja 1838, zm. 4 marca 1905) – niemiecki nauczyciel gry na fortepianie.

## Życiorys
Urodził się w Ziegenhain (ob. część Nossen) w Królestwie Saksonii. Uczęszczał do Drezdeńskiej Akademii Sztuk Pięknych, zanim został uczniem Louisa Plaidy'ego na Uniwersytecie Muzycznym i Teatralnym Feliksa Mendelssohna-Bartholdyego w Lipsku w 1856, na którym następnie wykładał od 1875 do 1896 roku. Następnie pracował jako prywatny nauczyciel w Dreźnie. Jego Klavier-Technik jest rozwinięciem pracy Plaidy'ego. Opublikował również Musikalische Verzierungen. Pod koniec życia zamieszkał w Niederloßnitz niedaleko Radebeul, gdzie  zmarł w wieku 64 lat.

## Dzieła
- Klavier-Technik, 7 Hefte, Leipzig ohne Jahresangabe[3].
- Musikalische Verzierungen: Praktische Übungen und theoretische Erläuterungen nebst einen Anhang über den Metronom[4] Lipsk, 1895.
- Clavier-Technik systematisch geordnet zum Gebrauch bei seinem Unterricht[5] (1900).